# Ciència goetheana
Es denomina ciència goetheana, i de vegades, ciència goetheana-steineriana el pensament científic o pseudocientífic, segons es consideri, de Johann Wolfgang von Goethe. Encara que principalment se'l coneix com a figura literària, va realitzar investigacions en morfologia, anatomia i òptica, i també va desenvolupar una aproximació fenomenològica a la ciència i al coneixement en general.
El 1772, va escriure l'assaig L'experiment com a mediador entre el subjecte i l'objecte, en el qual va desenvolupar una filosofia de la ciència original, que va emprar en les seves investigacions. Els treballs científics de Goethe inclouen la seva obra Metamorfosi de les plantes, escrita el 1790, i el seu llibre de 1810 titulat Teoria dels colors. El treball de Goethe en òptica i la seva polèmica contra la teoria òptica newtoniana que prevalia en la seva època va ser mal acollida per la comunitat científica contemporània. Arthur Schopenhauer va continuar amb les investigacions de Goethe sobre òptica utilitzant una metodologia diferent en la seva obra Sobre la visió i els colors.
El místic i autoritat acadèmica del segle xx, Rudolf Steiner, discutí l'enfocament goethià en diversos llibres, entre els quals estan La ciència goetheana (1883-1897) i Teoria del coneixement implícita en la cosmovisió goetheana (1886). Els seguidors de Steiner, Oskar Schmiedel i Wilhelm Pelikan, van efectuar investigacions científiques emprant la interpretació goetheana de ciència.
Ludwig Wittgenstein va publicar la seva discussió sobre la Teoria dels colors de Goethe amb el títol Bemerkungen über die Farben (Apreciacions sobre els colors).
La visió de Goethe de la ciència holística va inspirar el biòleg i investigador paranormal Rupert Sheldrake.
El filòsof nord-americà Walter Kaufmann va afirmar que la psicoanàlisi de Sigmund Freud és una ciència poètica en el sentit goetheà.
El 1998, David Seamon i Arthur Zajonc van escriure l'assaig Goethe's way of science: a phenomenology of nature.